# 籠池諄子
籠池 諄子（かごいけ じゅんこ、1956年〈昭和31年〉11月23日 - ）は、日本の教育者、著作家、社会運動家。

## 来歴
森友寛の娘、大阪府出身、金蘭会高等学校卒業、甲子園短期大学卒業。配偶者は籠池泰典。高等森友学園保育園園長、塚本幼稚園副園長。
- 2017年
  - 7月31日、大阪地検特捜部により国に対する補助金適正化法違反と大阪府からの補助金を騙し取った詐欺の容疑で逮捕される[4]。
  - 8月21日には大阪府の補助金について詐欺と詐欺未遂の疑いで再逮捕された[5][6]。
- 2018年
  - 10月17日には双葉社より獄中手記「許せないを許してみる　籠池のおかん『300日』本音獄中記」を刊行[7]。

- 2020年
  - 2月19日、大阪地方裁判所は、国の補助金をだまし取ったとして、懲役3年（執行猶予5年）を言い渡した。大阪府と大阪市の補助金を詐取したとされる起訴内容は無罪とした[8]。
  - 6月25日、ホリエモン新党から東京都知事選挙に立候補している立花孝志の応援弁士として、大阪から上京し財務省、法務省、国会議事堂の前で演説した[9][10][11]。

- 2021年
  - 10月8日、第49回衆議院議員総選挙に大阪5区から無所属で出馬することを表明[12]。
  - 10月31日、上述の衆議院選挙の投開票が行われた結果、公明党の國重徹らに敗れ4人中最下位で落選[13]。

- 2022年
  - 4月18日、大阪高等裁判所は、1審判決を破棄して懲役2年6月の実刑を言い渡した。1審で認められなかった大阪府と大阪市の補助金詐取も有罪とした[14]。

- 2023年
  - 1月10日、最高裁判所は大阪高等裁判所の判決を支持し、懲役2年6月の実刑判決が確定した[15]。
  - 3月13日、大阪高検が入る大阪市内の合同庁舎に出頭し、夫と共に大阪拘置所に収容された。刑期に算入し短縮できる未決勾留日数夫妻は200日とされた[16]。

## 人物
- 夫婦の仲はおしどり夫婦・同志[動画 1]。夫婦はこの世で最大の絶大なる揺るぎない収穫であり、「相思相愛」であると発言[注釈 1][動画 2]。
- 使命がある夫と共に、同志・二人三脚・相思相愛として夫婦を中心に家族・親族・援助者・共感者・協力者・応援者・支援者・マスコミ等と学園問題に異議を唱える国民と海外の人々と共に冤罪裁判を闘い、未来の国が為、改革・改変・変革を行うと宣言し行動する[動画 3]。

## 出演
- TBSテレビで放送「サンデー・ジャポン」（夫婦で出演）

## 著書
- 許せないを許してみる 籠池のおかん「300日」本音獄中記（2018年10月17日、双葉社）ISBN 4575314013

### 週刊誌
- 週刊FLASH 2017年4月11日号[注釈 2][注釈 3]